# Dream On
"Dream On" - пісня англійського рок-гурту Noel Gallagher's High Flying Birds з їхнього однойменного альбому, реліз якої відбувся 11 березня 2012 року. На стороні Б синглу розташований ремікс пісні "If I Had a Gun..." під назвою "Shoot a Hole Into the Sun", який є спільною роботою групи та британської електронного дуету Amorphous Androgynous.

## Список композицій
- Сингл, грамофонна платівка

1. "Dream On" - 4:29
2. "Shoot a Hole Into the Sun" - 7:58

- Цифрове завантаження

1. "Dream On" - 4:29
2. "Shoot a Hole Into the Sun" - 7:58
3. "Dream On" (музичне відео)[1] - 4:26

## Позиції в хіт-парадах
| Чарт (2012)                               | Найвища позиція |
| ----------------------------------------- | --------------- |
| Бельгія (Ultratip Wallonia)               | 44              |
| Шотландія (The Official Charts Company)   | 39              |
| Велика Британія (UK Indie Chart)          | 3               |
| Велика Британія (Official Charts Company) | 52              |